# Setter irlandés rojo y blanco
El setter irlandés rojo y blanco (en inglés, Irish Red and White Setter) es una raza de perro de tipo setter originaria de Irlanda. Es idéntico en uso y temperamento al relacionado setter irlandés, aunque se le suele encontrar más frecuentemente como perro de caza que a este último.
Su manto es largo y sedoso, predominantemente blanco con grandes manchas de color rojo. Su rango de altura es 57 a 61 cm para hembras y 61 a 66 cm para machos con un peso de entre 23 y 32 kg.
Se trata de un perro de muestra de aves, originario del siglo XVII en Irlanda, donde se les asociaba con la familia Rossmore. Lleva más tiempo entrenarlos que a otros perros de caza, pero una vez hecho, son realmente leales y capaces como compañeros. Necesitan una formación firme y decisiva, pero no cruel. Pueden ser los perros con más devoción y afección por sus dueños y son extremadamente inteligentes. Viven bien en familias muy activas, con lugares exteriores amplios para gastar su energía, requiriendo espacio suficiente para vivir libremente.
Desde el 1 de enero de 2009 es reconocido por la American Kennel Club, pudiendo competir en todo tipo de concursos .
Apariencia del Setter Irlandés Rojo:
El irish red o setter rojo  es un perro grande, esbelto, y atlético con un característico pelaje de color caoba dorado uniforme en todo su cuerpo. 
Posee una cabeza larga, fina y bien definida en su protuberancia occipital y en la depresión naso-frontal. 
Sus orejas, de forma triangular y punta redondeada, poseen una implantación baja, están caídas hacia atrás y cubiertas por unos flecos largos y sedosos. 
La cola, de longitud mediana, se presenta en la misma línea y altura que la espalda o levemente por debajo de esta y también está cubierta de flecos rojizos. 
Tiene un pelo corto y fino en la cabeza, en la parte delantera de los miembros y en la punta de las orejas. En el resto del cuerpo, el pelo es de longitud mediana a largo presentando flecos sedosos y lisos especialmente en  esternón, patas y cola.
Posee extremidades anteriores rectas y tendinosas, de codos sueltos y bajos, mientras que sus extremidades posteriores son anchas, fuertes, largas y musculosas.
La trufa del setter rojo es de color caoba, nogal oscuro, o negro. 
Su hocico es profundo y largo, desde la depresión naso-frontal hasta la punta de la trufa. Los orificios nasales o ventanas nasales se presentan levantadas lo cual favorece su capacidad olfativa.
Sus mandíbulas son fuertes, con mordida de tijera, y belfos proporcionados.

## Enlaces externos

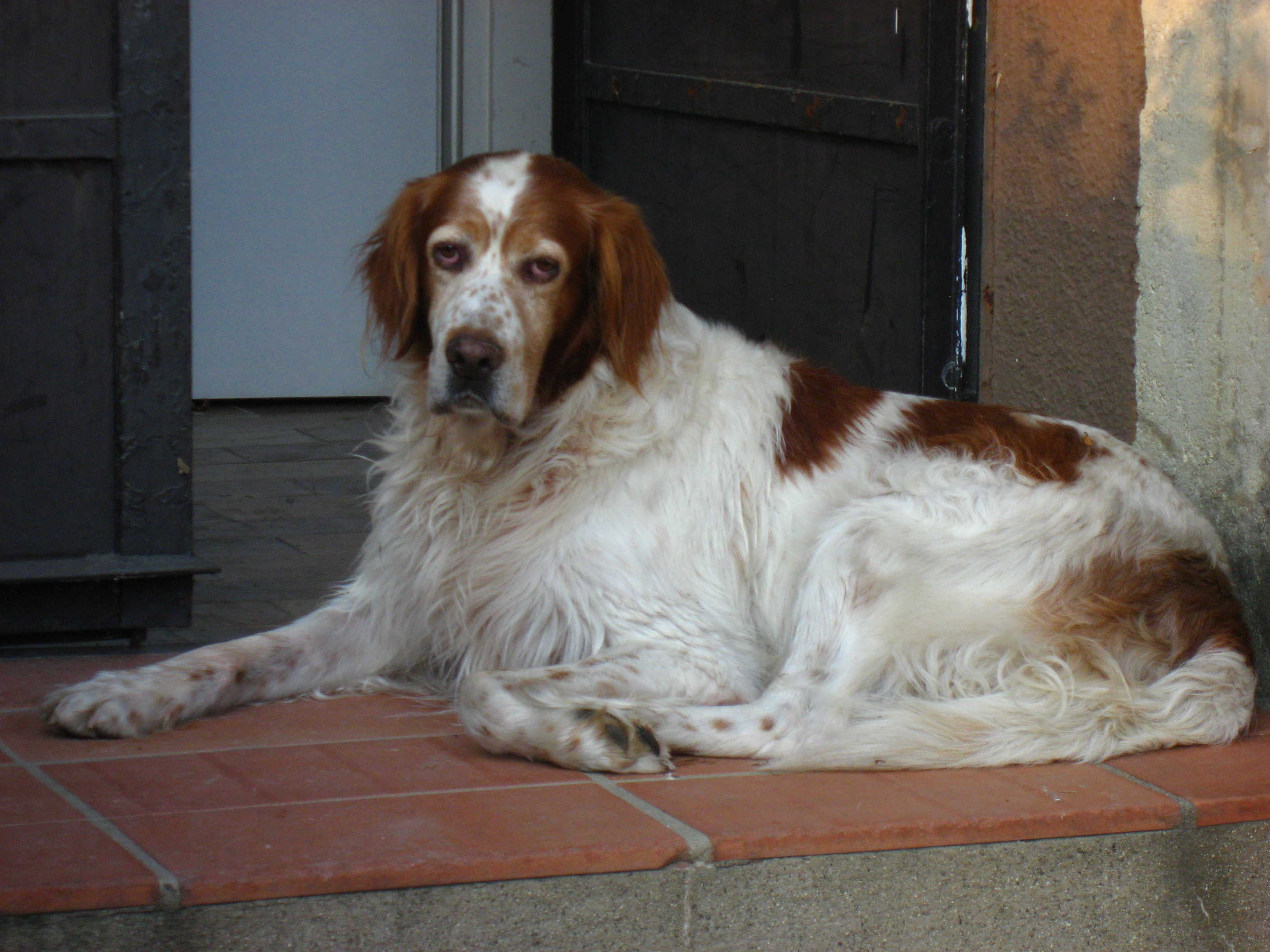